# هائوئین
هائوئین  (به انگلیسی: Hauyne) با فرمول شیمیایی (NaCa) 8-4 [(SO4)2-1 - (AlSiO4)6] از مجموعه کانی هاست و از نام بلورشناس فرانسوی R.J.Hauy اخذ شده‌است. محلول در HCl متغیر برای اولین بار در آلمان غربی کشف شد و از نظر شکل بلور: ایزومتریک - دودکائدر- ماکله، رنگ: آبی - سبز - قرمز - زرد - خاکستری - سفید، شفافیت: شفاف - نیمه کدر، شکستگی: صدفی، جلا: شیشه‌ای - چرب، رخ: کامل، سیستم تبلور: مکعبی و در رده‌بندی سیلیکات است همچنین خاصیت مغناطیسی ندارد و منشأ تشکیل آن ماگمایی است.
همایند کانی‌شناسی (پارانژ) آن رنگ(نوز آن)-اشعه X- واکنش هایشیمیاییلازوریت - سودالیت - نوزآن- لوسیت- نفلین- نوزآن و غیره است.
، از نظر ژیزمان بلوری - آگرگات توده‌ای - دانه‌ای کمیاب است و بیشتر در آلمان غربی، آمریکا، ایتالیا یافت می‌شود.